# Petko Slavejkov
Petko Račov Slavejkov (bulharsky: Петко Рачов Славейков; 17. listopadu 1827 Tarnovo – 1. července 1895 Sofie) byl bulharský básník, publicista, veřejný činitel a folklorista. Významným básníkem byl i jeho syn Penčo Slavejkov. Byl významnou postavou osvobození Bulharska z osmanské nadvlády a výrazným politikem počátků třetího bulharského státu (od 1878).

## Život
Jeho matka Penka zemřela během porodu, on navzdory očekávání okolí přežil. Studoval postupně v Tarnově, Drjanovu, Trjavně a klášteře Proměnění Páně (Преображенски манастир) nedaleko Tarnova. Později studoval ve Svištově u Emanuila Vaskidoviče, kde si rozšířil znalosti řečtiny a seznámil se s pracemi západoevropské a srbské literatury. V roce 1843 se stal v rodném městě učitelem, ale musel Tarnovo opustit kvůli slavné satirické básni. Poté učil v různých městech jako byly Vidin, Vraca, Pleven, Berkovica, Ljaskovec, Bjala a Elena. Přitom neustále sbíral folkloristický materiál, do roku 1847 shromáždil 2263 lidových písní, rčení a přísloví. Od roku 1852 začal vydávat knihy: Smesena kitka, Pesnopojka, Basnenik. V roce 1853 napsal báseň Bojka vojvoda věnovanou událostem Krymské války. V Tărgovišti vydával satirické noviny Gajda a poté, co pracoval nějakou dobu ve Varně, odešel do Istanbulu, kde byl v roce 1864 Bulharskou biblickou společností vyzván k novému bulharského překladu Bible (ve východobulharském dialektu). Celý překlad byl vytištěn v Istanbulu v roce 1871 a měl velký význam pro ustavení východobulharského dialektu jako jádra spisovné bulharštiny. V Istanbulu pokračoval ve vydávání novin Gajda (1863-1867). Dále vydával noviny Makedonija (1866-1872), Šutoš (1873-1874) či Kosturka (1874), a také časopisy Ružnica (1871), Pčelica (1871), Čitaliště (1872-1873), Zvančatij glumčo (1872). Později se zde stal učitelem v nově zřízeném Bulharském exarchátu. Byl zatčen za článek Dvete kasti i vlasti v novinách Makedonija a obviněn ze vztahů s Bulharským revolučním ústředním výborem v Bukurešti.
V roce 1873 vytvořil známou báseň Izvorat na Belonogata (Pramen Bělonohé) a v roce 1874 založil bulharskou střední školu v Odrinu, kde usiloval o odvržení řeckého vlivu na Bulhary. Později, jako učitel ve Staré Zagoře, psal revoluční básně podporující Dubnové povstání, bulharské povstání proti Osmanům, jež vypuklo roku 1876. Po jeho porážce byl uvězněn. Při požáru ve Staré Zagoře navíc ztratil rukopisy a 15 000 shromážděných lidových písní a přísloví. Během rusko-turecké války v letech 1877-78 přeběhl k ruským silám, vedl oddíly generála Michaila Skobeleva přes balkánské hory, byl svědkem bitvy u Šipky a doprovázel ruskou armádu při její ofenzivě až do San Stefana poblíž Istanbulu. Po osvobození Bulharska z osmanské nadvlády v roce 1878 Slavejkov bojoval za demokratickou ústavu společně s Petkem Karavelovem. Stal se poslancem v prvním Velkém národním shromáždění, v roce 1880 se pak stal předsedou Národního shromáždění Bulharska a následně též ministrem osvěty a vnitra (1880-1881). Pokračoval i v publicistické a vydavatelské činnosti, vydával noviny Osten (1879), Celokupna Balgarija (1879), Nezavisimost (1880-1883), Tarnovska konstitucija (1884), Istina (1886), Sofijski dnevnik (1886) a Pravda (1888). Nakonec se stal ale politicky nepohodlným. Byl zatčen, dostal zákaz učit a byl mu snížen důchod. Hluboce zklamaný z vývoje samostatného bulharského státu zemřel 1. července 1895 v Sofii.